# Jens Vilela Neumann
Jens „Vilela“ Neumann (* 29. Februar 1976 in Löbau) ist ein deutscher Theaterregisseur, Künstlerischer Leiter, Autor und Dozent.

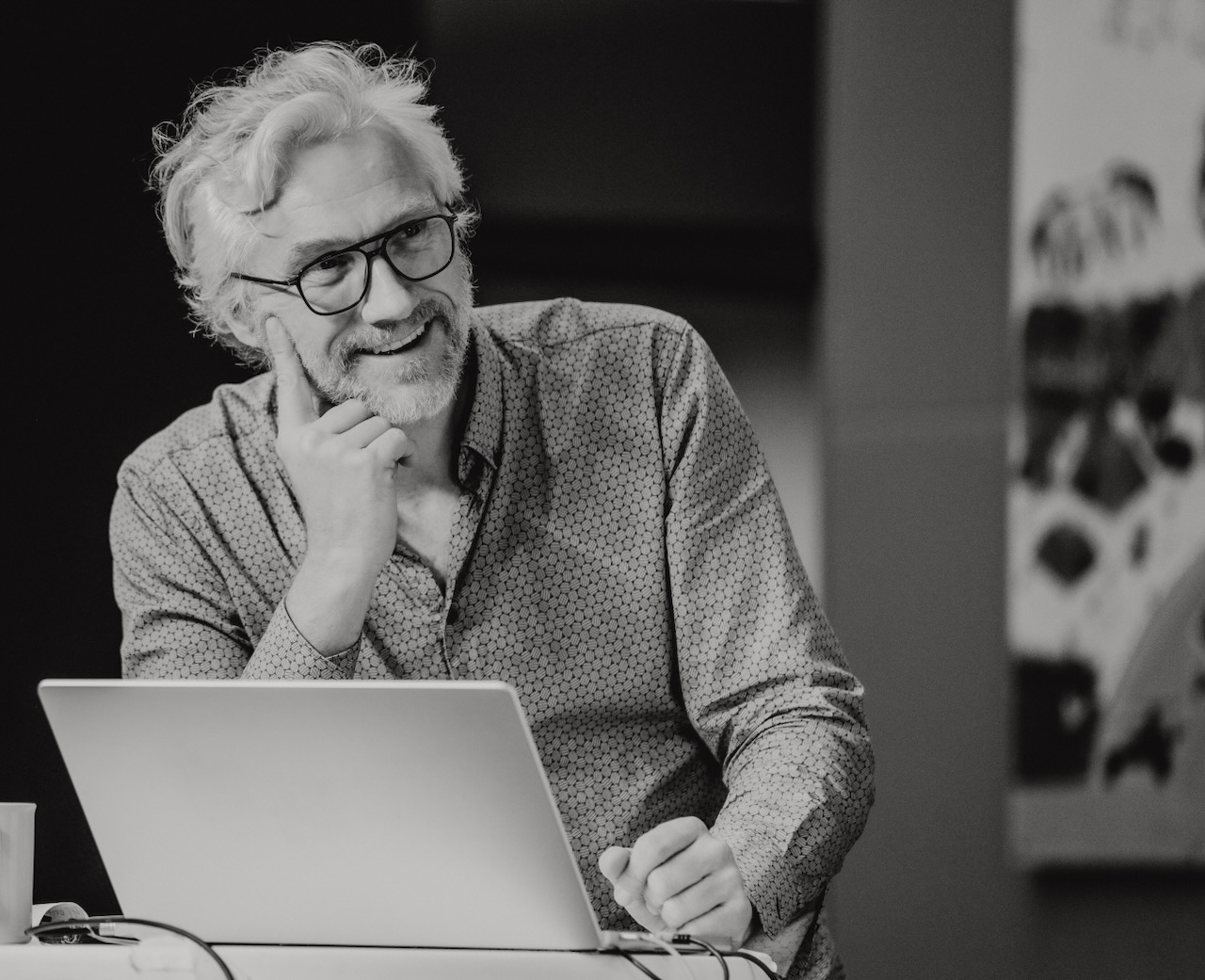
Jens Vilela Neumann bei der Arbeit an der Theaterproduktion UTOPIA NOW

## Leben
Neumann wuchs in der DDR auf. Seit etwa 2004 leitet er eine gemeinnützige Produktionsfirma, die Theaterproduktionen in Deutschland und Subsahara-Afrika realisiert und sich mit historischen sowie gesellschaftspolitischen Konflikten auseinandersetzt. In diesem Rahmen hat er Theaterstücke geschrieben, inszeniert und Projekte in afrikanischen Ländern realisiert.

## Theater (Auswahl)
- 2023: Das Hamlet-Syndrom, unser Ringen um Haltung.[5] Premiere Theater-Ost
- 2023: Ex-trahere Matrix – vom Kolonialismus zur KlimaUNgerechtigkeit[6] – ein Hybrid aus Theater, Performance, filmischer Dokumentation in Lomé / Togo. Premiere im Goethe-Institut in Lomé
- 2024: Tabu, my darling?[7] Premiere KungerKiezTheater Berlin

## Kurzfilme (Auswahl)
- 2021: Das eigensinnige Kind nach einem Märchen der Gebrüder Grimm
- 2021: The race that Died nach einer Geschichte von Credow Mutwa, mit Künstlern aus Südafrika, Mosambik, Zimbabwe, Tanzania und Kamerun

## Ausstellungen (Auswahl)
- 2014–2018: Identity a bloody romance[8][9] – Wanderausstellung Foto/Film/Theater präsentiert im Koeppenhaus in Greifswald, im Auswanderermuseum BallinStadt Hamburg, an der Universität Erfurt, Am Wannseeforum Berlin, in Halle an der Saale im Puschkin-Haus, an der Universität Potsdam, im Babylon (Kino) Berlin, Ausstellungseröffnung in der Werkstattgalerie[10]

## Lehre (Auswahl)
- Neumann arbeitete in der Lehre von 2010 bis 2024 mit Jugendlichen der Montessori-Oberschule Potsdam[11][12] sowie mit Jugendlichen in Mittelosteuropa über die Initiative Schulen: Partner der Zukunft des Goethe-Instituts.[13]

- Von 2020 bis 2024 gab er an der Akademie Biberkor einen Leitungskurs für Schulleiter und Lehrer.[14]